# John B. Goodenough
John Bannister Goodenough (Jena, 25 juli 1922 – Austin (Texas), 25 juni 2023) was een Amerikaans scheikundige en materiaalkundige. Hij was als hoogleraar verbonden aan de Universiteit van Texas in Austin. Hij is bekend van zijn werk aan moderne Lithium-ion-accu's en met name de ontdekking van het belangrijkste kathodemateriaal hiervan in 1996 (LFP-accu). Voor zijn werk hierin kreeg hij in 2019 samen met M. Stanley Whittingham en Akira Yoshino de Nobelprijs voor Scheikunde. Bij de uitreiking op 10 december 2019 was hij met 97 jaar de oudste ontvanger van een Nobelprijs.

## Biografie
Goodenough werd geboren in de Duitse stad Jena als zoon van Amerikaanse ouders, Erwin Ramsdell Goodenough (1899-1965) en Helen Miriam Lewis. Reeds op jonge leeftijd verhuisde hij naar de Verenigde Staten omdat zijn vader, een theoloog, daar een leerstoel aangeboden kreeg. Samen met zijn jongere broer Ward bezocht hij de kostschool Groton School in Groton, Massachusetts. In 1944 behaalde hij summa cum laude zijn bachelorsdiploma in de wiskunde aan de Yale-universiteit, waar hij lid was van de geheime studentensociëteit "Skull and Bones".
Na in het Amerikaanse leger gediend te hebben als meteoroloog ging hij verder studeren aan de Universiteit van Chicago om er zijn master te voltooien. In 1952 promoveerde hij er in de natuurkunde. Zijn promotiebegeleider was de elektrotechnisch theoreticus Clarence Zener. Hij studeerde met fysici, waaronder Enrico Fermi en John B. Simpson. Tijdens zijn studietijd in Chicago ontmoette en huwde hij de studente geschiedenis Irene Wiseman.

## Carrière
Na zijn studie was hij 24 jaar lang wetenschappelijk onderzoeker en teamleider aan het MIT Lincoln Laboratory. Gedurende deze periode maakte hij deel uit van een multidisciplinair team dat verantwoordelijk was voor de ontwikkeling van "Random Access Magnetic Memory". Dit werk leidde tot de ontwikkeling van de Goodenough-Kanamori-regels, die semi-empirisch de superexchange-interacties beschrijven tussen magnetische en niet-magnetische ionen.
Eind jaren zeventig/begin jaren tachtig zette hij zijn carrière voort als hoofd van het Inorganic Chemistry Laboratory aan de Universiteit van Oxford. Hier voerde hij belangrijk onderzoek uit naar de ontwikkeling van commerciële oplaadbare lithiumionbatterijen. Hij slaagde erin om het pionierswerk van Stanley Whittingham uit te breiden. Zo ontdekte hij in 1980 dat lithiumkobaltoxide (Li2CoO2) gebruikt kon worden als lichtgewicht kathodemateriaal welke de capaciteit van de lithiumionaccu verdubbelde.
Sedert 1986 was hij hoogleraar aan de Universiteit van Texas in Austin in de Cockrell School of Engineering van de faculteit Mechanical Engineering and Electrical Engineering. Ondanks zijn hoge leeftijd bleef Goodenough onderzoek doen in het verbeteren van de oplaadbare batterij. In 2017 stelde hij een batterij voor zonder vloeibare onderdelen, maar met een vier keer grotere capaciteit dan de toenmalige generatie batterijen.

## Erkenning
Goodenough was lid van verscheidene wetenschappelijke genootschappen, waaronder de National Academy of Engineering, de National Academy of Sciences, de Franse Académie des sciences, de Real Academia de Ciencias Exactas, Físicas y Naturales van Spanje en de Indiase National Academy of Sciences. Hij heeft meer dan 550 artikelen, 85 boekhoofdstukken en recensies en vijf boeken geschreven, waaronder twee baanbrekende werken, Magnetism and the Chemical Bond (1963) en Les oxydes des metaux de transition (1973). Goodenough was mede-ontvanger van de Enrico Fermi-prijs in 2009 voor zijn werk in lithiumionbatterijen, naast Siegfried Hecker van Stanford University die de prijs had ontvangen voor zijn werk in plutoniummetallurgie.
In 2010 werd hij gekozen tot buitenlands lid van de Royal Society. Op 1 februari 2013 ontving Goodenough de National Medal of Science van president Barack Obama van de Verenigde Staten. Daarnaast kreeg hij de Charles Stark Draper Prize in engineering. Reeds in 2015 werd hij samen met M. Stanley Whittingham vermeld voor baanbrekend onderzoek dat leidde tot de ontwikkeling van de lithiumionbatterij op een lijst van Clarivate Citation Laureates voor de Nobelprijs voor Scheikunde door Thomson Reuters. In 2017 ontving hij de Welch Award in Chemistry en in 2019 kreeg hij de Copley Medal van de Royal Society. De Royal Society of Chemistry reikt ter ere van hem een "John B Goodenough Award" uit. Goodenough ontving op 9 oktober 2019 de Nobelprijs voor Scheikunde voor zijn werk aan lithiumionbatterijen, samen met M. Stanley Whittingham en Akira Yoshino.
Goodenough werd 25 juli 2022 100 jaar oud. Om deze gebeurtenis te herdenken werd door de Universiteit van Texas in Austin op 22 juli een online symposium gehouden met diverse gastsprekers. Goodenough overleed op 100-jarige leeftijd.